# By Pass Penco

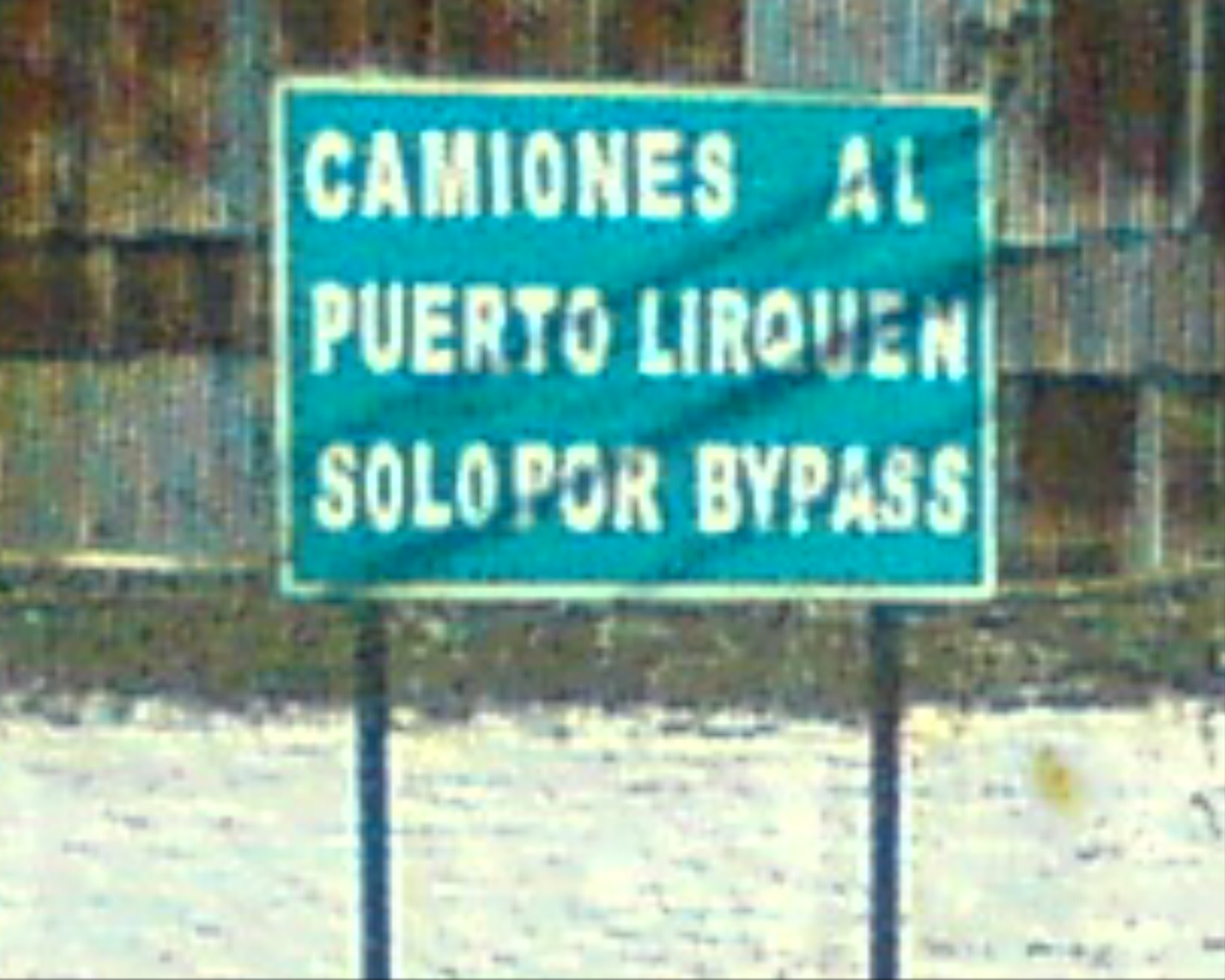
Señalética de uso del By Pass.

El By Pass de Penco es una carretera chilena que atraviesa la Región del Biobío en Chile. Su trazado comienza en la comuna de Penco y finaliza en la misma. Fue inaugurada el 16 de octubre del 2008 por la presidenta de la República Michelle Bachelet, y abierta al tránsito vehicular en la tarde del mismo día.
Esta vía ha sido la solución definitiva para la congestión de las principales calles de la comuna de Penco. 

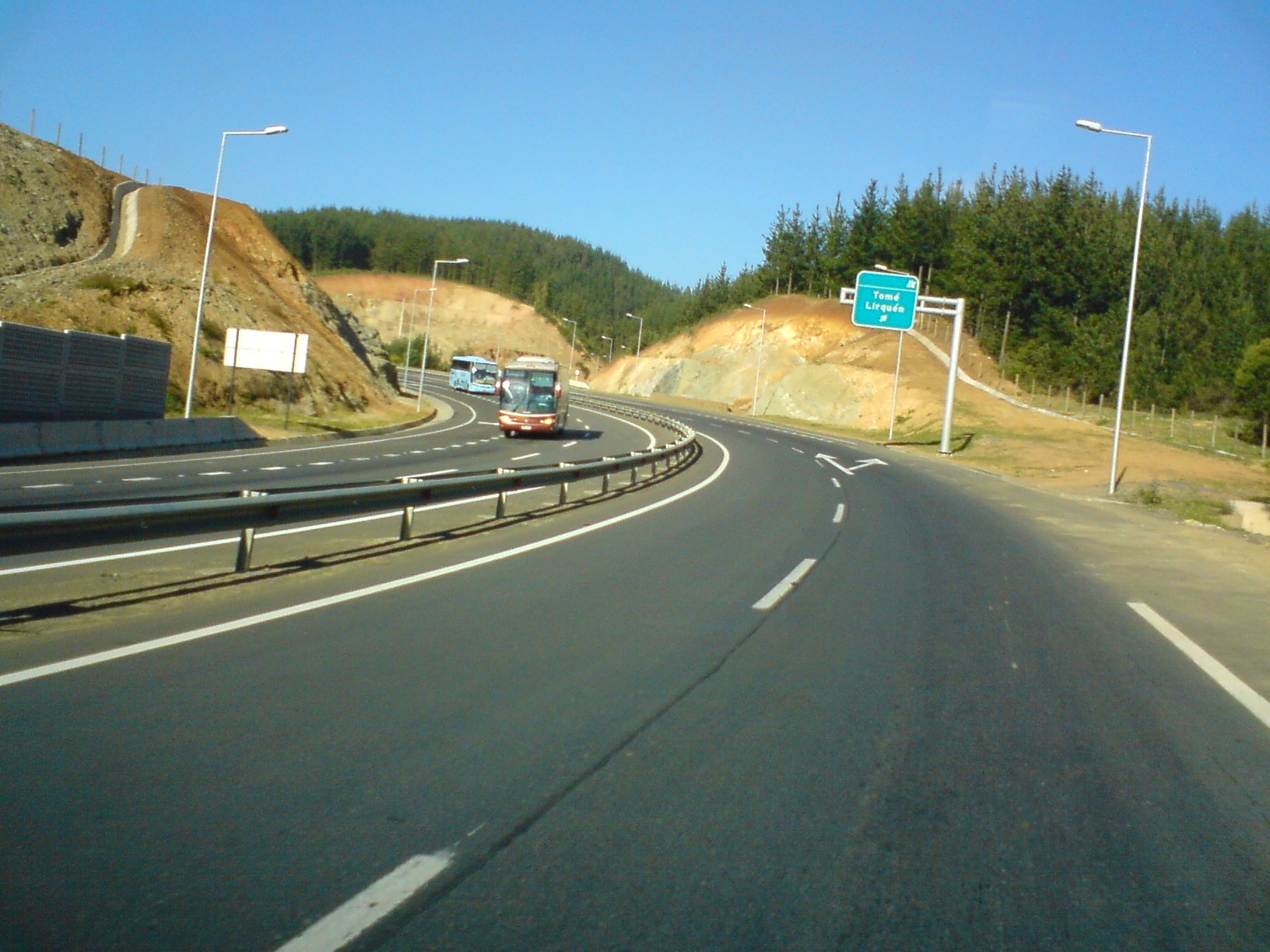
Entrada desde Concepción).

La obra fue solicitada por el presidente de la Unión Comunal de Juntas de Vecinos, Eduardo Cariaga, a nombre de éstos, debido al paso continuo de camiones por las calles de Penco principalmente al puerto de Lirquén, lo que producía congestión vehicular y daños en el pavimento. 
Fue financiada por la municipalidad de Penco, el Ministerio de Obras Públicas y la empresa Puerto Lirquén.

## Extensión
El By Pass tiene una extensión 3,8 kilómetros. Su trazado empieza en la actual Ruta CH-150, a 150 metros del acceso norte al cementerio de Penco y, termina en el kilómetro 74 de la Autopista del Itata, con la que empalma a unos 2 kilómetros al oriente del trébol vial que forma con la Ruta 150 y la Ruta Interportuaria, en la salida sur de Penco.

## Estructura

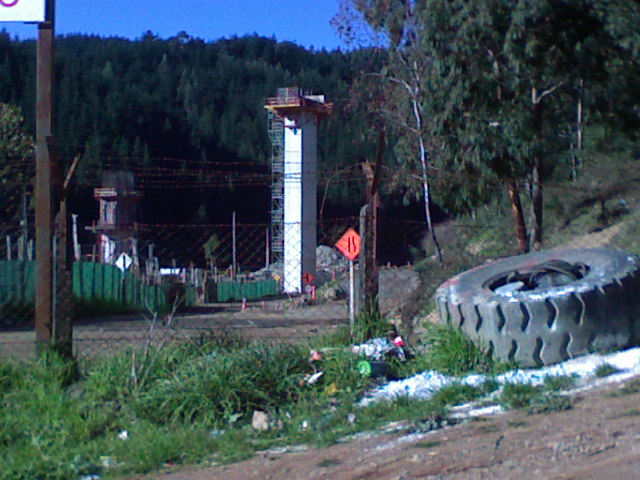
Construcción del puente del By Pass de Penco.

Se trata de una vía bidireccional, con calzada de 7 metros de ancho. En algunos tramos tiene pistas lentas para el tránsito de vehículos pesados, ya que su principal objetivo es evitar el tránsito de este tipo de vehículos por el centro de Penco, brindando una solución definitiva de acceso al Puerto de Lirquén. De los aproximadamente 20 mil vehículos que circulaban diariamente por el interior de Penco, se estima que unos 7 mil correspondían a camiones. Por este mismo motivo, el By pass beneficia también a la comuna de Tomé.

## Véase también

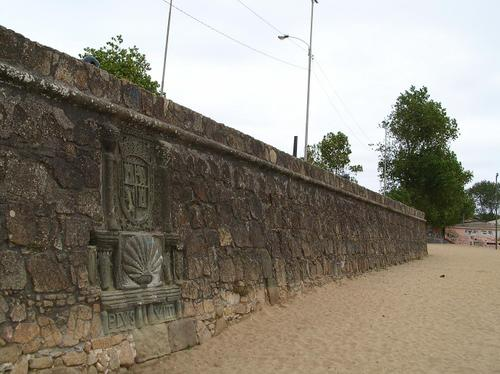
Fuerte La Planchada, playa de Penco.